# إعلام النيجر

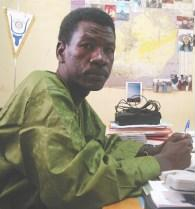
صورة لصحفي نيجيري سنة 2007

بدأت النيجر في صناعة الإنتاج الإعلامي المتنوع في أواخر التسعينيات من القرن الماضي. وقبل قيام الجمهورية الثالثة لم يكن بمتناول شعب النيجر سوى متابعة الإعلام الحكومي الموجه. فيما تظهر المؤشرات الآن ارتفاع نسبة مبيعات الصحف والمجلات ووسائل الإعلام المقرؤة عامة في العاصمة نيامي. ويعتبر الراديو أهم الوسائل الإعلامية في النيجر وأكثرها انتشارا وذلك لعدم قدرة العديد من أبناء شعب النيجر وخاصة الفقراء قاطني المناطق النائية على شراء أجهزة تيليفزيون كما تعوق النسبة العالية من أبناء شعب النيجر الأميين الصحف عن الانتشار والارتقاء للمرتبة الأولى في سلم الوسائل الإعلامية كما هو الحال في مختلف البلاد في العالم.
و بالإضافة إلى الشبكات الإذاعية الوطنية والمحلية هناك أربع شبكات إذاعية خاصة تقوم ببث أكثر من 100 قناة إذاعية على موجاتها؛ ثلاثة من هذه الشركات الأربعة (مجموعة أنفاني الإذاعية وسارونيا وتينيري) تعد شركات إذاعية تجارية تقوم بتغطية المناطق الحضرية بالدولة وتقوم ببث إرسالها على تردد الـFM للمدن الكبرى فقط.، بالإضافة إلى الشركة الرابعة والتي تديرها هيئة الإذاعة الوطنية والتي تقوم ببث أكثر من 80 قناة وتغطي كل المناطق في الدولة بلا استثناء. وقد بلغت نسبة متابعي البرامج الإذاعية في النيجر قرابة 7.6 مليون فرد عام 2005 أي ما يوازي حوالي 73% من إجمالي شعب النيجر.
و بجانب الإذاعات النيجرية هناك اذاعة بي بي سي والتي تبث بلغات الهوسا يتم نقلها ومتابعتها في أرجاء متعددة من البلاد خاصة في الجنوب بالقرب من الحدود مع نيجيريا. وهناك أيضا راديو فرنسا الدولي والذي يعاد بث إرساله بالفرنسية خلال بعض القنوات التجارية أو عن طريق الأقمار الصناعية. كما تمتلك شركة تينيري الإذاعية محطة تيليفزيونية قومية مستقلة تحمل نفس الاسم.

## حرية الصحافة في النيجر
و بالرغم من تمتعهم بحرية نسبية على المستوى المحلي، يشكو الصحفيون بالنيجر من تعقب السلطات لهم وعدم قدرتهم على التعبير عن رأيهم بحرية حيث تعتمد الصحافة في النيجر كلية على الحكومة في توفير النفقات اللازمة مما يجعلها دائما تحت تصرف السلطات الحكومية. ويقوم بالرقابة على الصحف والإعلام المجلس الأعلى للإعلام وهو جهاز مستقل تم إنشاؤه في أواخر التسعينيات من القرن الماضي ويرئسه منذ عام 2007 السيد داوودا دياللو. وقد قامت المنظمات الدولية لحقوق الإنسان بانتقاد السلطات في النيجر بسبب معاقبتها لكل من ينتقد سياسات الدولة مما يتنافى مع المبادئ الأساسية لحقوق الإنسان وقوانين حرية الصحافة الدولية.